# Marie von Sachsen-Altenburg (1845–1930)

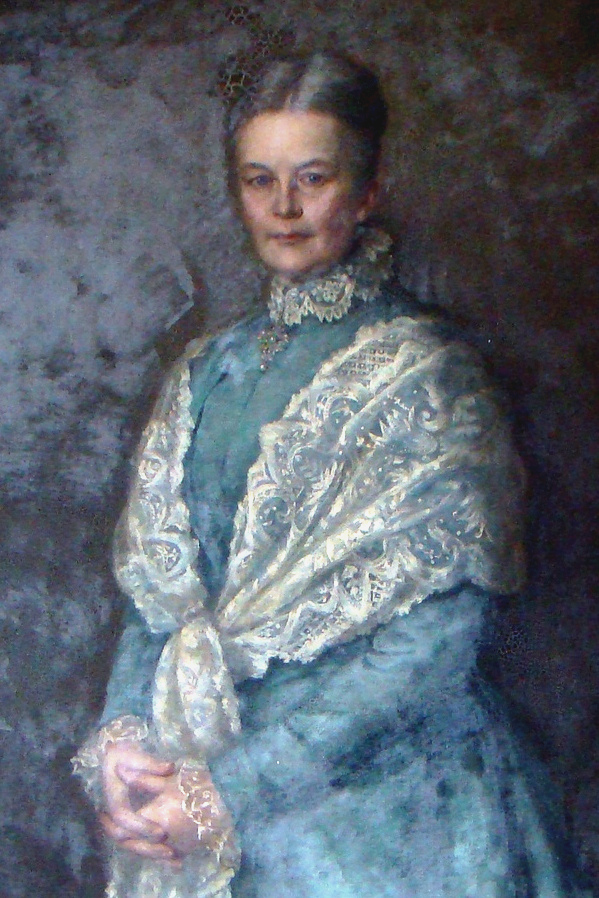
Fürstin Marie von Schwarzburg-Sondershausen, Prinzessin von Sachsen-Altenburg

Marie Gasparine Amalie Antoinette Caroline Charlotte Elisabeth Luise von Sachsen-Altenburg (* 28. Juni 1845 in München; † 5. Juli 1930 im Residenzschloss in Sondershausen) war geborene Prinzessin von Sachsen-Altenburg, Herzogin von Sachsen. Sie stammte aus dem alten Geschlecht der Wettiner, aus der Ernestinischen Linie, genauer aus dem Haus Sachsen-Altenburg. Durch Heirat mit dem Fürsten Karl Günther erhielt sie den Titel Fürstin von Schwarzburg-Sondershausen.

## Kindheit und Jugend
Marie, Prinzessin von Sachsen-Altenburg, war die jüngste Tochter des Prinzen Eduard von Sachsen-Altenburg (1804–1852), des Onkels des Herzogs Ernst von Sachsen-Altenburg, und dessen zweiter Ehefrau Prinzessin Luise Reuß zu Greiz (1822–1875), Tochter von Fürst Heinrich XIX. Reuß zu Greiz und Prinzessin Gasparine de Rohan-Rochefort. Geboren ist sie, wie auch ihr Bruder Prinz Albert (1843–1902), in München im Palais ihres Vaters in der Karlsstraße.
Aus erster Ehe ihres Vaters mit Prinzessin Amalie von Hohenzollern-Sigmaringen (1815–1841) stammten ihre Halbschwestern Prinzessin Therese (1836–1914), die 1864 den Herzog August von Dalekarlien aus der schwedischen Königsfamilie heiratete, und Prinzessin Antoinette (1838–1908), die 1854 den Herzog Friedrich I. von Anhalt ehelichte. Sie pflegten engen Kontakt miteinander. Die zwei Halbbrüder Ludwig und Johann waren bereits im frühen Kindesalter gestorben.
Den ersten Teil ihrer Kindheit verbrachte Prinzessin Marie mit ihren Eltern und den drei Geschwistern in München, wo ihr Vater in der Nähe seiner Lieblingsschwester Therese, der Königin von Bayern, als Kommandant des bayrischen Militärs stationiert war. Zu jener Zeit pflegte die Prinzessin freundschaftlichen Umgang mit Kronprinz Ludwig, dem späteren König Ludwig II. von Bayern, und den Söhnen des Prinzregenten Luitpold sowie den Töchtern der Gesandten von England und Preußen, Lady Milbank und Fräulein von Bockelberg.
Auch noch in späteren Jahren hatte Prinzessin Marie engen freundschaftlichen Kontakt mit der schlesischen Prinzessin Caroline von Schoenaich-Carolath (1845–1896), Gräfin Mathilde zur Lippe und Prinzessin Friederike von Hannover (1848–1926).
Nach dem frühen Tod des Vaters im Jahr 1852 zog die Mutter mit den Kindern zunächst für einige Zeit an den königlichen Hof auf Schloss Nymphenburg. Nach der Neuvermählung der Mutter mit den Prinzen Heinrich IV. Reuß zu Köstritz (1821–1894) wechselte die Familie ihren Lebensmittelpunkt nach Thüringen in das Paragiat Reuß-Köstritz. Aus dieser Ehe entstammten die zwei Halbgeschwister Heinrich XXIV. Reuß zu Köstritz (1855–1910) und Eleonore (1860–1917).

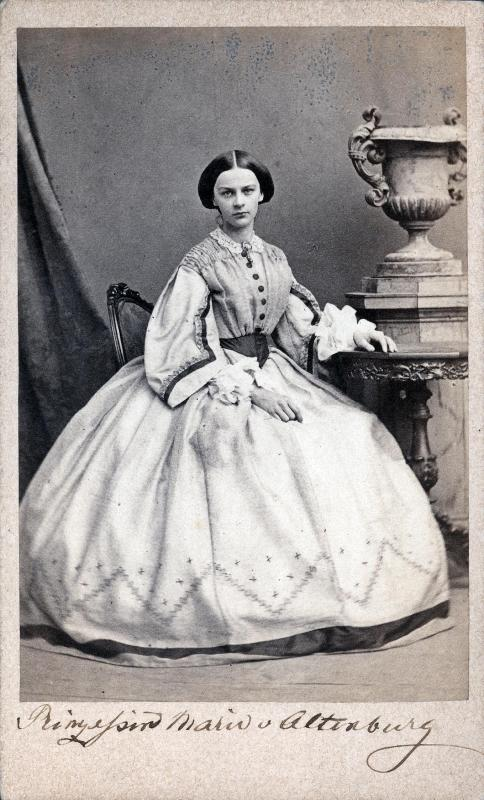
Prinzessin Marie von Sachsen-Altenburg

Nach der Konfirmation im April 1860 wurde die Prinzessin an den Hof Herzogs Ernst von Sachsen-Altenburg, dem Cousin väterlicherseits, in die Residenzstadt Altenburg geschickt. In ihrem neunjährigen Aufenthalt war die Hofdame Fräulein von Liederskron für die Erziehung und Bildung berufen worden. Prinzessin Maries besondere Interessen galten der Literatur und der Geschichte.
Bevor Prinzessin Marie ihren zukünftigen Ehemann, den späteren Fürsten von Schwarzburg-Sondershausen, kennen lernte, war sie in ihrer Jugend viel auf Reisen, des Öfteren als Begleitung ihrer Schwestern. Vielfach wurden die Verwandten in den thüringischen Residenzen besucht, Eisenberg war beliebtes Ziel, Berlin und Weimar wurden mehrmals als Wirkungsorte bedeutender deutscher Dichter besucht. Bei langen Fahrten durch die deutschen Lande verweilte sie in Bad Kreuth und verbrachte einige Zeit in den Alpen. 1866 durchquerten die Herrschaften die Schweiz und hielten sich im Berner Oberland und in St. Moritz auf. Der Fürst von Hohenzollern lud 1868 die Prinzessin auf die Weinburg am Bodensee ein und auch die bayrische Königsfamilie empfing sie auf Schloss Hohenschwangau in der Nachbarschaft des zu jener Zeit gerade im Entstehen befindlichen Schlosses Neuschwanstein.

## Fürstin von Schwarzburg-Sondershausen

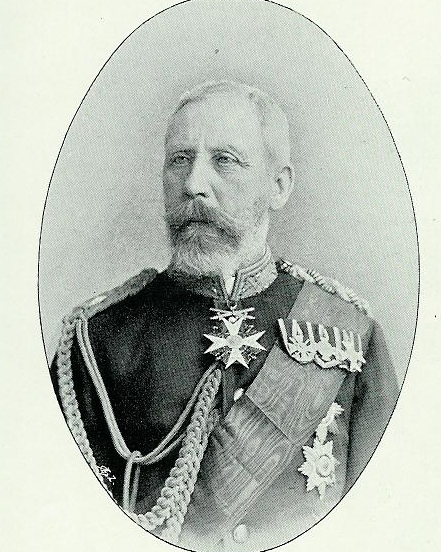
Fürst Karl Günther von Schwarzburg-Sondershausen, 1898

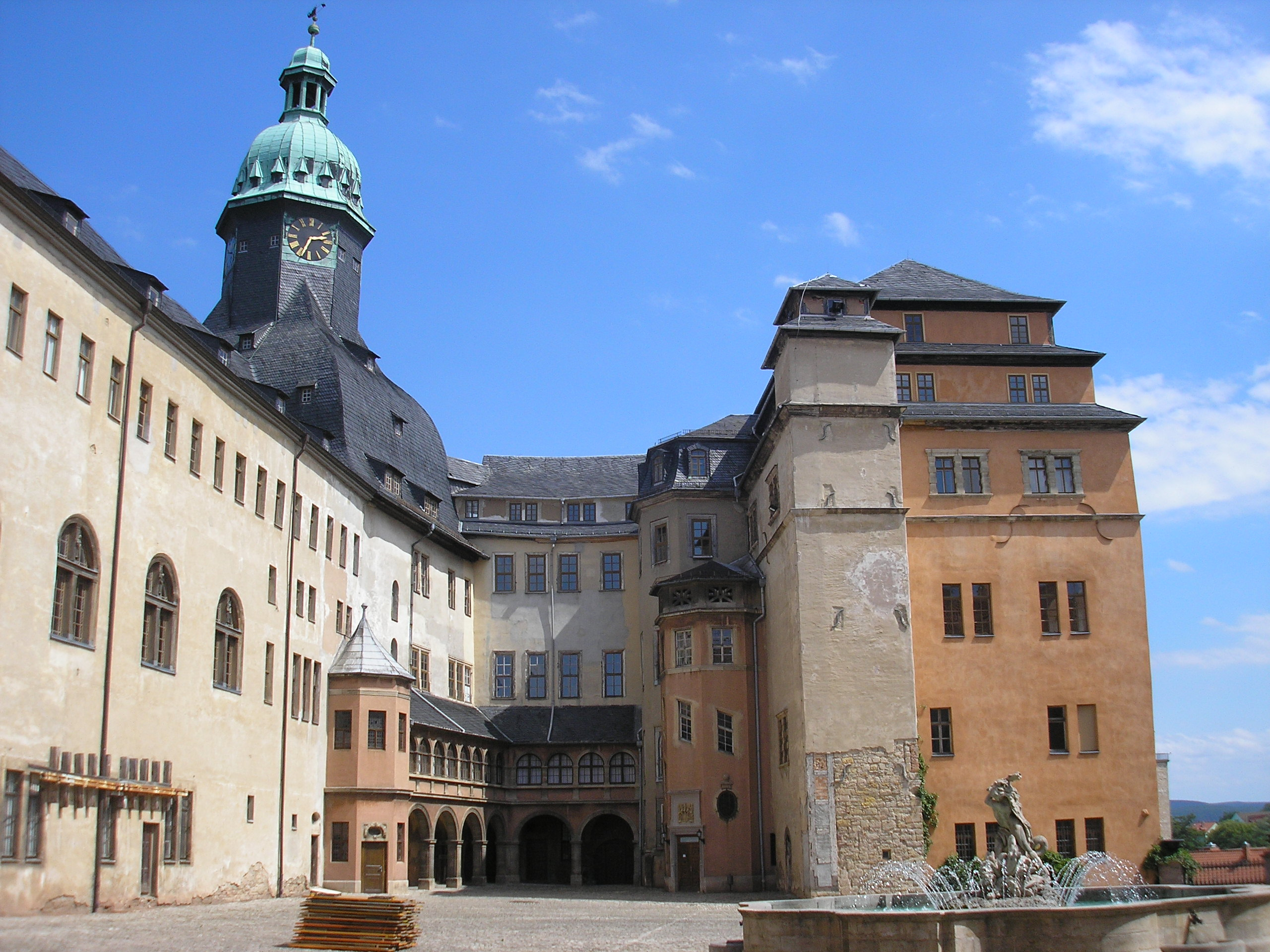
Residenzschloss in Sondershausen

Im März 1868 lernte Prinzessin Marie am Hofe in Dessau erstmals ihren zukünftigen Gatten, den damaligen Erbprinzen Karl Günther von Schwarzburg-Sondershausen (1830–1909) kennen. Kurz darauf folgte die Verlobung. Die Hochzeit sollte im August selben Jahres stattfinden, musste allerdings auf Grund schwerer Erkrankung Maries an Diphtherie auf das Folgejahr verschoben werden. Das Erbprinzenpaar ging schließlich am 12. Juni 1869 in der Kirche auf Schloss Altenburg den Bund der Ehe ein. Die Trauung führte Pfarrer Hilbert in Anwesenheit von unter anderem dem Kronprinzen von Preußen und späteren Deutschen Kaiser Friedrich III., Fürst Heinrich XXII. von Reuß-Greiz, Großfürstin Alexandra, der Frau von Großfürst Konstantin von Russland und Prinzessin Luise von Anhalt sowie vom Erbprinzenpaar Friedrich und Antoinette von Anhalt, Prinz Leopold und Hugo von Schwarzburg-Sondershausen. Daraufhin folgte sie ihrem Mann in das Fürstentum Schwarzburg-Sondershausen.
Während des Deutsch-Französischen Krieges 1870/71 zeigte die Erbprinzessin Marie großes Engagement für die im Krieg Verwundeten und Kranken. Sie gründete einen Unterstützungsverein, der Gelder für in Not geratene Soldatenfrauen und deren Kinder sowie für die Verwundeten sammelte und mobilisierte Frauen, die unter anderem Verbandszeug herstellten und für die „Beschaffung von Erquickungs- und Stärkungsmitteln“ für die Schwarzburger Soldaten zuständig waren. Zudem gründete sie ein Privat-Lazarett und unterstütze die Diakonissen.
Nach dem Entschluss des an einem schweren Augenleiden erkrankten Fürst Günther Friedrich Carl II. abzudanken und am 17. Juli 1880 die Regierungsgeschäfte an seinen Sohn Karl Günther zu übergeben, wurde Marie zur Fürstin des thüringischen Kleinstaates Schwarzburg-Sondershausen erhoben. Der offizielle und feierliche Einzug des neuen Fürstenpaares in die Residenzstadt Sondershausen wurde am 4. September begangen, da zuvor die Herrschaften ihren Sommeraufenthalt in Gehren verbrachen.
Neben ihren Aufgaben als Landesfürstin interessierte sich die kultur-historisch begeisterte Marie für die zur damaligen Zeit im Schloss Gehren befindliche historische, durchaus hoch bedeutsame Puppensammlung „Mon plaisir“ der Schwarzburger Fürstin Auguste Dorothea (1666–1751). Zu ihrer Zeit war diese allerdings längst in Vergessenheit geraten. Die Fürstin stellte die Sammlung der detailgetreuen Nachstellung des höfischen Lebens des 17. und 18. Jahrhunderts mit Eifer wieder her, vergrößerte sie und verhalf ihr wieder zu Bedeutung. Seit 1932 bis heute wird die Puppenstadt im Neuen Palais in Arnstadt ausgestellt.
Mit dem Tod ihres Mannes starb die Linie Schwarzburg-Sondershausen im Mannesstamme aus, sodass Fürstentum und Titel an den Fürsten Günther Victor von Schwarzburg-Rudolstadt (1852–1925) übergingen. Für Marie wurde eine eigene Hofhaltung als Fürstinwitwe konstituiert und sie hielt sich überwiegend in den Schlössern Sondershausen und Gehren auf. Nach dem Ende der Monarchie 1918 erhielt sie Wohnrecht in einem Trakt ihres ehemaligen Residenzschlosses, welches sie sich mit dem abgedankten Fürst Günther Victor und seiner Gattin Fürstin Anna Luise von Schwarzburg (1871–1951) teilte.
Am 5. Juli 1930 verstarb die Fürstinwitwe Marie kinderlos im Alter von 85 Jahren im Residenzschloss Sondershausen. Sie wurde in der fürstlichen Grabkapelle der Trinitatiskirche beigesetzt.

## Zeitgenössische Wirkung
An dieser Stelle soll exemplarisch eine Textpassage aus dem zum 25. Regierungsjubiläum 1905 erschienenen Buch „Karl Günther Fürst von Schwarzburg-Sondershausen nebst der Jugendgeschichte der Fürstin Marie von Schwarzburg-Sondershausen“ von Herrmann Schrödel zitiert werden:
„… ein Charakter, voll Geist und Lebendigkeit, eine Fürstin in jeder Beziehung; von entzückender Liebenswürdigkeit, heiter, mit feinem Sinn für Humor. Menschlich fühlend, versteht sie der Menschen Leiden und Freuden, und ihr Wohltun ist ein wahres Wohltun, ein Wohltun mit dem Herzen. Zugleich bekundet sie überall einen vorzüglich praktischen Sinn für das Wohl ihres Volkes im Lande …“